# Lüneburg
Lüneburg là một thị xã ở bang Niedersachsen, Đức. Thị xã này có cự ly khoảng 45 km về phía đông nam thành phố Hamburg. Đô thị này thuộc vùng đô thị Hamburg. Đây là thủ phủ huyện huyện Lüneburg, dân số khoảng 72.000 người. Khu vực nội thành, gồm các cộng đồng 72 000 Adendorf, Bardowick, và Reppenstedt, có dân số 103.000 người. Tại thời điểm tháng 12 năm 2007, thị xã này lớn thứ 120 ở Đức.

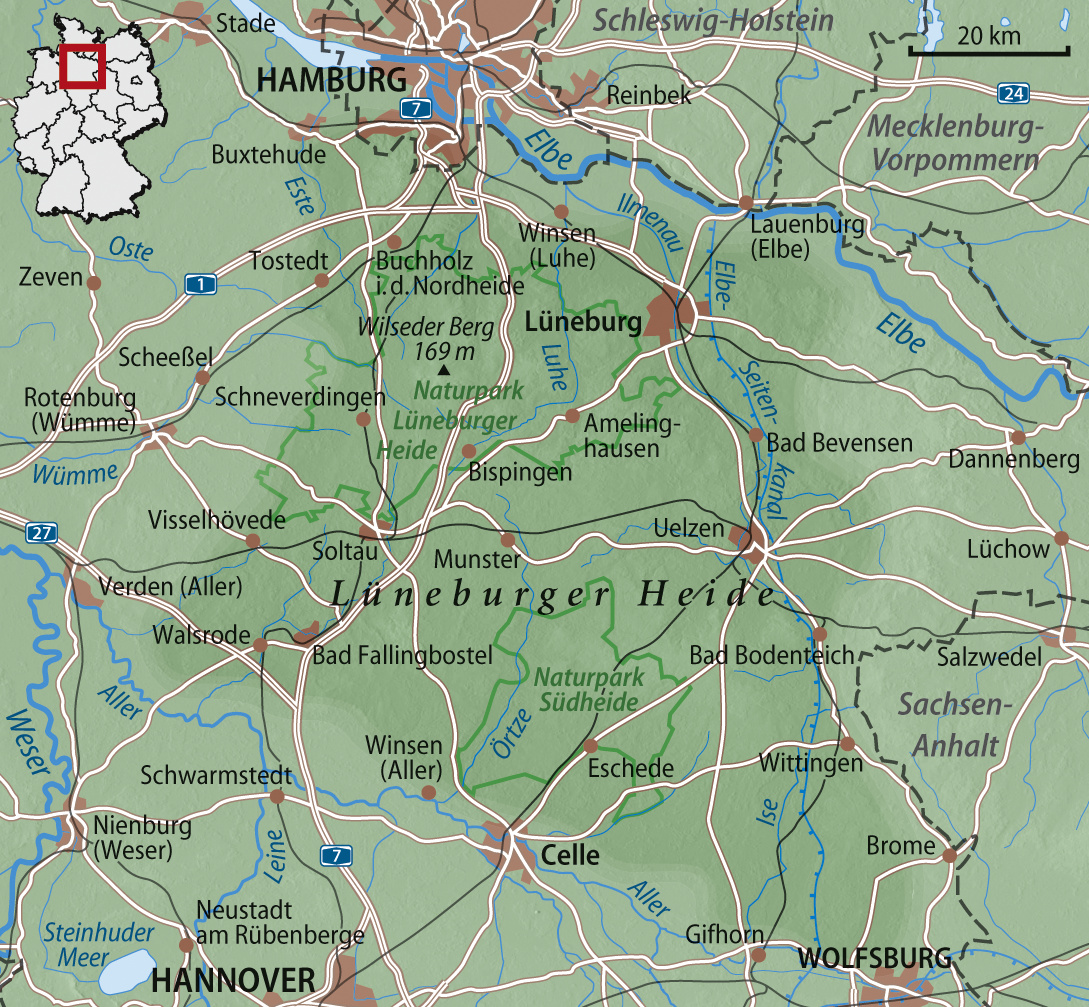

Lüneburg nằm bên sông Ilmenau, cự ly khoảng 30 kilômét (19 mi) so với hợp lưu sông này với sông Elbe. 

## Kết nghĩa
- Scunthorpe, Vương quốc Anh.
- Clamart, Pháp.
- Naruto, Tokushima, Nhật Bản.
- Ivrea, Italia
- Viborg, Đan Mạch
- Tartu, Estonia

## Nhân vật nổi bật
- Fritz Heinemann
- Bernhard Riemann
- Mike Mareen
- J S Bach.